# Revillagigedo Island
Revillagigedo Island, plaatselijk Revilla genoemd, is een groot eiland in de Alexanderarchipel in het zuidoosten van de Amerikaanse staat Alaska. Het eiland is 2.754,835 km² groot, waarmee Revillagigedo het 12e eiland van de Verenigde Staten is en het 166e grootste ter wereld.
Het wordt van het Cleveland Peninsula van het vasteland van Alaska in het oosten gescheiden door het Behm Canal, van het Prince of Wales Island in het westen door de Clarence Strait, van Gravina Island door de Tongass Narrows en van Annette Island in het zuiden door Revillagigedo Channel. Ten zuiden van het eiland ligt het eilandje Pennock Island. Ten oosten van het eiland ligt New Eddystone Rock.

## Geschiedenis
George Vancouver vernoemde het in 1793 naar Juan Vicente de Güemes Pacheco y Padilla, graaf van Revilla Gigedo, toen vicekoning van Nieuw-Spanje. Het eiland was het jaar daarvoor voor het eerst door Europeanen waargenomen, meer bepaald door de Spaanse ontdekkingsreiziger Jacinto Caamaño.

## Demografie en economie
Volgens de Amerikaanse volkstelling woonden er in 2000 bijna 14.000 mensen op Revillagigedo. De enige stadjes zijn Ketchikan en Saxman. De belangrijkste sectoren zijn visserij, inblikken, bosbouw en toerisme.

Ketchikan op Revillagigedo Island.